# Denny
Denny es una localidad situada en el concejo de Falkirk, en Escocia (Reino Unido), con una población estimada a mediados de 2016 de 8300 habitantes. En Gaélico Escocés se llama An Daingneach /ən ˈdaiŋɡɲəx/ que significa "La Fortaleza".
Se encuentra ubicada al sur de la parte más interior del fiordo de Forth, a poca distancia al oeste de Edimburgo.